# Ганзи (город)
Ганзи (англ. Ghanzi) — город на западе Ботсваны, административный центр округа Ганзи. Известен как столица Калахари. Расположен в 546 км к северо-западу от столицы страны, Габороне, и в 66 км к востоку от границы с Намибией.
Название города происходит из языка наро и означает примерно «толстые окорока» (имеются в виду упитанные антилопы, собирающиеся на местные водопои). Население по данным на 2012 год составляет 12 570 человек; по данным переписи 2011 года оно насчитывало 12 267 человек.
Первые поселенцы, буры, прибыли в район Ганзи в 1897-1898 годах. Изначально посёлок носил название Камп. В городе действует отделение банка Барклайз, работают три торговых центра. Ганзи является отправной точкой для путешественников, желающих посетить дельту реки Окаванго, для этого в районе есть много кемпингов и одна автозаправочная станция на 500 км. Ещё Ганзи называют городом бушменов — здесь можно близко познакомиться с их культурой, имеются лавки, торгующие предметами бушменского быта. Каждый август в городе проходит фермерский фестиваль, привлекающий многочисленных гостей.
С 1999 года город связан с Габороне асфальтовым шоссе; в 2006 году был подключён к широкополосному интернету.

## Климат
| Показатель                    | Янв.  | Фев. | Март | Апр. | Май  | Июнь | Июль | Авг. | Сен. | Окт. | Нояб. | Дек. | Год   |
| ----------------------------- | ----- | ---- | ---- | ---- | ---- | ---- | ---- | ---- | ---- | ---- | ----- | ---- | ----- |
| Средний суточный максимум, °C | 32,4  | 31,9 | 31,1 | 29,3 | 26,9 | 24,1 | 24,0 | 27,2 | 31,2 | 33,2 | 33,6  | 33,3 | 29,9  |
| Средняя температура, °C       | 25,9  | 25,3 | 24,1 | 21,2 | 17,6 | 14,3 | 14,1 | 17,1 | 21,5 | 24,6 | 25,7  | 26,1 | 21,4  |
| Средний суточный минимум, °C  | 19,3  | 18,7 | 17,0 | 13,2 | 8,2  | 4,5  | 4,1  | 7,0  | 11,8 | 15,9 | 17,8  | 18,9 | 13,0  |
| Норма осадков, мм             | 104,0 | 94,8 | 66,4 | 26,7 | 4,9  | 0,2  | 0,0  | 0,6  | 4,5  | 26,4 | 39,8  | 70,7 | 439,0 |
| Источник:                     |       |      |      |      |      |      |      |      |      |      |       |      |       |